# Cryptamorpha brevicornis
Cryptamorpha brevicornis là một loài bọ cánh cứng trong họ Silvanidae. Loài này được White miêu tả khoa học năm 1846.